# Форос
Форос је представљао једну врсту пореза коју су плаћали чланови Делског, а потом Атинског поморског савеза. 

## Историја
Делски савез формиран је 477. године п. н. е. у циљу наставка рата са Персијом за ослобођење грчког становништва у Малој Азији. Гланови савеза били су: Атина, Хиос, Самос и Лезбос, многа острва и многи јонски градови. Чланице су се обавезале на ненападање других чланова савеза, пружање војне помоћи и плаћање фороса, пореза коришћеног за финансирање рата са Персијом. Неки чланови савеза су уместо фороса порез плаћали у бродовима. Висину пореза утврдио је Аристид на 460 талената. Сума је више пута повећавана. 